# Francisco Pertierra
Francisco Pertierra fue un fotógrafo español del siglo XIX que terminó residiendo en Filipinas y convirtiéndose en uno de los primeros fotógrafos profesionales de este país.

## Biografía
Francisco Pertierra se inició en la fotografía en Madrid, donde fue discípulo de Hebert y contaba con estudio ya en 1864, exactamente en el número 13 de la calle Barcelona. 
Pocos años más tarde se trasladó a Salamanca, donde comenzó a abrir un estudió, si bien no en el plazo y las condiciones que él había deseado. No obstante, fue el primer fotógrafo con estudio en esta ciudad castellana, inicialmente en plena plaza Mayor. Posteriormente le haría competencia el fotógrafo francés Jean Poujade.
Finalmente diferentes problemas hicieron que traspasara su estudio a José Oliván y abandonara la ciudad, recalando en Filipinas en 1885 y estableciendo un estudio en el número 2 de la calle Carriedo de Manila.
Además de trabajar en el estudio, comenzó a trabajar de fotoreportero para publicaciones de Madrid y a introducirse en el cine, siendo uno de los pioneros del séptimo arte en Filipinas.

## Exposiciones
- 2006. Filipiniana, una mirada abierta al pasado y el presente de Filipinas, por primera vez en España. Palacio Conde Duque[6]

## Libros (selección)
Sus obras pueden verse en numerosos libros y artículos sobre Filipinas:
- El imaginario colonial – Fotografía en Filipinas durante el periodo español (1860-98), de Juan Guardiola.